# 덕명여자중학교
덕명여자중학교(德明女子中學校)는 대한민국 부산광역시 부산진구 전포동에 있는 사립 중학교이다.

## 학교 연혁
- 1952년 6월 25일 : 학원 창립, 설립자 최두고
- 1953년 3월 5일 : 재단법인 동성학원 설립인가, 초대 이사장 최필호
- 1953년 8월 24일 : 신민여자중학교 설립인가
- 1955년 3월 5일 : 신민여자중학교 제1회 졸업식
- 1963년 9월 26일 : 학교법인 동성학원 제2대 최두고 이사장 취임
- 1957년 2월 21일 : 덕명여자중학교로 교명 변경
- 1964년 1월 25일 : 재단법인 동성학원을 학교법인 동성학원으로 조직 변경
- 1996년 5월 3일 : 학교법인 동성학원 제3대 최상진 이사장 취임
- 2024년 2월 7일 : 제70회 졸업식
- 2024년 3월 1일 : 제24대 김대영 교장 취임
- 2024년 3월 4일 : 신입생 100명 입학

## 참고 자료
- 덕명여자중학교 - 한국교육학술정보원 학교알리미